# Pentre
Pentre ist ein Dorf, eine  Community und ein Stimmbezirk nahe Treorchy im  Rhondda-Gebiet. Pentre gehört zum  County Borough Rhondda Cynon Taf in Wales.
Der Name des Dorfes leitet sich von dem walisischen Wort Pentref ab, das „Gehöft“ bedeutet. Ein großer Bauernhof dominierte die Gegend  vor der Industrialisierung. Zur Gemeinde gehört auch das Nachbardorf Ton Pentre.

## Verwaltung
Der Wahlbezirk Pentre deckt sich mit den Grenzen der Gemeinde Pentre und stellt zwei Ratsmitglieder für den Rhondda Cynon Taf County Borough Council. Seit 1995 wird er von der Labour Party oder von Plaid Cymru vertreten, wobei seit der Wahl im Mai 2012 stets zwei Ratsmitglieder von Plaid Cymru gewählt wurden.

## Sport und Freizeit
Pentre grenzt auch an das Dorf Ton Pentre, in dem der Ton Pentre Football Club beheimatet ist, der  von 1993 bis zu seinem Rückzug aus dieser Liga im Jahr 1996 Mitglied der höchsten walisischen Fußballliga, der League of Wales, war. Obwohl der Verein seither sechs Mal den Titel in der Welsh Football League First Division gewonnen hat, ist er aufgrund finanzieller Schwierigkeiten und der unzureichenden Einrichtungen im Ynys Park nicht wieder in die League of Wales aufgestiegen.

## Persönlichkeiten
- Alan Curtis (geboren 1954) walisischer Fußballspieler
- Stan Griffiths (1911–2003), Fußballspieler
- Johnny Jones, Boxer und walisischer Meister im Fliegengewicht
- Käte Bosse-Griffiths (1910–1998), Ägyptologin und Schriftstellerin
- Rhydwen Williams (1916–1997), Dichter und Romanautor, Preisträger der National Eisteddfod Crown
- Jimmy Murphy (1910–1989), Manager des Wales National Football Team und Assistant Manager von Manchester United.
- John Cule, walisischer Mediziner